# Teruo Nimura
Pour les articles homonymes, voir Teruo.
Teruo Nimura (二村 昭雄, Nimura Teruo, né le 2 mai 1943 à Ukyō-ku au Japon) est un footballeur japonais.